# Arctornis secula
Arctornis secula är en fjärilsart som beskrevs av Holloway 1999. Arctornis secula ingår i släktet Arctornis och familjen tofsspinnare. Inga underarter finns listade i Catalogue of Life.